# A캐피탈
A캐피탈(A Capital Co., Ltd.)은 할부금융업, 시설대여업, 기타금융서비스 등의 소비자금융업을 주요 사업으로 영위하는 회사이다.

## 같이 보기
- JT저축은행
- SC제일은행